# Calogero Marino

Bischofswappen von Calogero Marino

Calogero Marino (* 26. März 1955 in Brescia, Italien) ist ein italienischer Geistlicher und römisch-katholischer Bischof von Savona-Noli.

## Leben
Calogero Marino empfing am 30. Mai 1982 das Sakrament der Priesterweihe für das Bistum Chiavari.
Am 20. Oktober 2016 ernannte ihn Papst Franziskus zum Bischof von Savona-Noli. Der Bischof von Chiavari, Alberto Tanasini, spendete ihm am 17. Dezember desselben Jahres die Bischofsweihe. Mitkonsekratoren waren der emeritierte Bischof von Brescia,  Giulio Sanguineti, und der emeritierte Erzbischof von Ferrara-Comacchio, Paolo Rabitti.